# ハナモゲラ
『ハナモゲラ』は、山下洋輔一派、「ジャックの豆の木」常連客の間で流行した言葉遊びの一つである。
「ハナモゲラ」の他には「インチキ外国語」「解かない謎解き」「観念シリトリ」などがある。1970年代半ばから1980年代初頭にかけて隆盛を奮った。ハナモゲラの様式を使った言葉をハナモゲラ、あるいはハナモゲラ語という。お笑いタレント・タモリの持ち芸として有名である。

## 概要
1972年、お笑いタレント・タモリを発見した直後の第1期山下洋輔トリオの中村誠一が出した、アイディア「初めて日本語を聞いた外国人の耳に聞こえる日本語の物真似」が元祖。それをのちに「ジャックの豆の木」時代のタモリが「日本語の物真似」として完成させた。
その頃から怪しげな言葉を喋るタモリとの付き合いで、言語的混沌状態に陥っていた坂田明（第2期山下洋輔トリオ）が、1976年2月11日に行なわれた河野典生宅の新築祝い「紀元節セッション」において、河野とのセッションの最中にぶち切れて急に叫び出したのが、ハナモゲラの誕生の瞬間である。坂田のハナモゲラは歌舞伎の要素を多分に含んでいたため、「坂田カブキ」とも呼ばれ、のちに言語的特性からハネモコシと分類された。
小山彰太（第2期山下洋輔トリオ）は比較的冷静な常識人だったが、タモリと坂田から徐々に影響を受け始め、1976年末から和歌の要素を多分に含んだハナモゲラを話すようになる。これは言語的特性からヘラハリと分類された。小山は、ハナモゲラ和歌ヘラハリ派の歌人・山章太として、ジャズ雑誌に和歌入りエッセイを連載、著書も残している。ハナモゲラ和歌の技法はのちに『定本ハナモゲラの研究』（1979年）で論文としてまとめられた。
タモリのハナモゲラは、スタンダードなもの（落語や天気予報、相撲中継など）から、密室芸の一部（デタラメ外国語や形態模写など）を取り入れたものまで幅広く、坂田の生み出したハナモゲラを「言語の物真似」として完成させた。
黎明期の「アフリカ民族音楽 "ソバヤ"」（1977年、録音は1976年末。アルバム『タモリ』に収録）はひとつの完成形といえ、筒井康隆や山下洋輔にいたく愛された。筒井系のイベント（ウチアゲ・セッション、筒井康隆断筆祭など）では欠かさず演奏・大合唱されている。

## 評価・影響
- 言語学者の千野栄一は、タモリのハナモゲラを音韻や発声法などから言語学的に分析したところ、「結局は普通の日本語である」と結論付けている[要出典]。

## 関連音源
- 大橋巨泉 - 「おれは天下の百面相」（1969年。テレビ番組『巨泉のスター百面相』主題歌。ハナモゲラの台詞あり。）
- 山下洋輔トリオ - 「モントルー・アフターグロウ」（1976年7月9日、スイスのカジノ・ド・モントルーで開催されたジャズ・フェスティバルに出演した際のライブ音源。同年にLPで、2009年にはCDで発売。曲中、坂田明がハナモゲラで叫ぶ場面がある）
- 所ジョージ - 「けさめらの親王むれさのはけ姫に詠む」（1978年、作詞：タモリ。アルバム『ジョージのセロリ・パセリ』収録）
- 斎藤洸 - 「Hanezeve Caradhina」（2018年、作曲：Kevin Penkin。TVアニメ「メイドインアビス」オリジナル・サウンドトラック収録）

## 関連文献
- 山下洋輔 - 『ピアニストを笑え』『ピアニストを二度笑え』『ピアニストに御用心』『ピアノ弾きよじれ旅』『ピアノ弾き翔んだ』『風雲ジャズ帖』など
- 小山彰太 - 『叩いて歌ってハナモゲラ』
- 『定本ハナモゲラの研究』（講談社、1979年2月）
  - 共著：赤瀬川原平・赤塚不二夫・朝倉喬司・糸井重里・上杉清文・及川正通・岡崎英生・奥成達・鏡明・加藤芳一・高信太郎・小山彰太・坂田明・高平哲郎・タモリ・筒井康隆・中原仁・中村誠一・山口泰・山下洋輔・湯村輝彦・横田順彌
- 千野栄一 - 『言語学の楽しみ』（大修館書店）
- 笹公人 - 『ハナモゲラ和歌の誘惑』（小学館、2017年）